# Primera División 1955/56
Die Primera División 1955/56 war die 25. Spielzeit der höchsten spanischen Fußballliga. Sie startete am 11. September 1955 und endete am 22. April 1956.

## Vor der Saison
- Als Titelverteidiger ging der viermalige Meister Real Madrid ins Rennen. Letztjähriger Vizemeister wurde der CF Barcelona.
- Aufgestiegen aus der Segunda División sind Real Murcia und Cultural Leonesa.

## Vereine
| Verein              | Stadt           | Stadion                          |
| ------------------- | --------------- | -------------------------------- |
| Hércules Alicante   | Alicante        | Estadio Bardin                   |
| CF Barcelona        | Barcelona       | Camp de Les Corts                |
| Español Barcelona   | Barcelona       | Estadi Sarrià                    |
| Atlético Bilbao     | Bilbao          | Estadio San Mamés                |
| Deportivo La Coruña | La Coruña       | Estadio Riazor                   |
| UD Las Palmas       | Las Palmas      | Estadio Insular                  |
| Real Madrid         | Madrid          | Estadio de Chamartín             |
| Atlético Madrid     | Madrid          | Estadio Metropolitano            |
| Real Murcia         | Murcia          | La Condomina                     |
| Cultural Leonesa    | León            | Estadio Municipal La Puentecilla |
| Real Sociedad       | San Sebastián   | Estadio de Atotxa                |
| FC Sevilla          | Sevilla         | Estadio de Nervión               |
| FC Valencia         | Valencia        | Estadio Mestalla                 |
| Real Valladolid     | Valladolid      | Estadio José Zorrilla            |
| Celta Vigo          | Vigo            | Estadio Balaídos                 |
| Deportivo Alavés    | Vitoria-Gasteiz | Estadio Mendizorrotza            |

## Abschlusstabelle
| Pl. | Verein               | Sp. | S  | U | N  | Tore    | Quote | Punkte |
| --- | -------------------- | --- | -- | - | -- | ------- | ----- | ------ |
| 1.  | Atlético Bilbao (P)  | 30  | 22 | 4 | 4  | 079:310 | 2,55  | 48:12  |
| 2.  | CF Barcelona         | 30  | 22 | 3 | 5  | 067:260 | 2,58  | 47:13  |
| 3.  | Real Madrid (M)      | 30  | 18 | 2 | 10 | 081:390 | 2,08  | 38:22  |
| 4.  | FC Sevilla           | 30  | 17 | 2 | 11 | 075:440 | 1,70  | 36:24  |
| 5.  | Atlético Madrid      | 30  | 14 | 5 | 11 | 075:490 | 1,53  | 33:27  |
| 6.  | FC Valencia          | 30  | 13 | 6 | 11 | 058:500 | 1,16  | 32:28  |
| 7.  | Español Barcelona    | 30  | 14 | 3 | 13 | 050:560 | 0,89  | 31:29  |
| 8.  | Real Sociedad        | 30  | 11 | 8 | 11 | 048:530 | 0,91  | 30:30  |
| 9.  | Real Valladolid      | 30  | 13 | 4 | 13 | 052:550 | 0,95  | 30:30  |
| 10. | Celta Vigo           | 30  | 12 | 3 | 15 | 052:750 | 0,69  | 27:33  |
| 11. | UD Las Palmas        | 30  | 11 | 4 | 15 | 049:600 | 0,82  | 26:34  |
| 12. | Deportivo La Coruña  | 30  | 11 | 4 | 15 | 060:800 | 0,75  | 26:34  |
| 13. | Real Murcia (N)      | 30  | 10 | 5 | 15 | 046:660 | 0,70  | 25:35  |
| 14. | Deportivo Alavés     | 30  | 9  | 6 | 15 | 049:730 | 0,67  | 24:36  |
| 15. | Cultural Leonesa (N) | 30  | 5  | 4 | 21 | 034:650 | 0,52  | 14:46  |
| 16. | Hércules Alicante    | 30  | 5  | 3 | 22 | 033:860 | 0,38  | 13:47  |

Platzierungskriterien: 1. Punkte – 2. Direkter Vergleich  – 3. Torquotient – 4. geschossene Tore
| (M) | amtierender Meister              |
| (P) | amtierender Pokalsieger          |
| (N) | Neuaufsteiger der letzten Saison |

## Kreuztabelle
| 1955/56             | Atlético Bilbao | CF Barcelona | Real Madrid |     |     | FC Valencia | Español Barcelona | Real Sociedad | Real Valladolid | Celta Vigo | UD Las Palmas | Deportivo La Coruña | Real Murcia | Deportivo Alavés | Cultural Leonesa | Hércules Alicante |
| ------------------- | --------------- | ------------ | ----------- | --- | --- | ----------- | ----------------- | ------------- | --------------- | ---------- | ------------- | ------------------- | ----------- | ---------------- | ---------------- | ----------------- |
| Atlético Bilbao     |                 | 1:0          | 3:1         | 6:1 | 2:1 | 4:2         | 2:1               | 3:0           | 3:0             | 4:0        | 5:0           | 2:2                 | 7:1         | 3:2              | 3:0              | 3:1               |
| CF Barcelona        | 1:2             |              | 2:0         | 3:1 | 2:2 | 4:2         | 1:0               | 2:0           | 2:0             | 2:1        | 4:0           | 4:1                 | 1:0         | 3:1              | 4:0              | 6:4               |
| Real Madrid         | 2:1             | 2:1          |             | 3:4 | 3:2 | 1:0         | 7:1               | 2:0           | 5:1             | 8:3        | 6:0           | 1:2                 | 7:1         | 5:0              | 2:1              | 4:1               |
| FC Sevilla          | 1:2             | 0:0          | 2:0         |     | 4:0 | 4:0         | 4:0               | 2:0           | 4:1             | 7:0        | 3:0           | 5:0                 | 4:1         | 3:0              | 3:1              | 3:0               |
| Atlético Madrid     | 2:3             | 0:2          | 1:0         | 4:1 |     | 3:1         | 5:0               | 4:5           | 3:1             | 3:2        | 1:1           | 4:1                 | 4:0         | 8:1              | 6:1              | 9:0               |
| FC Valencia         | 1:0             | 4:2          | 2:1         | 3:0 | 0:1 |             | 2:1               | 1:1           | 5:1             | 6:0        | 4:2           | 4:0                 | 4:1         | 3:1              | 1:1              | 4:1               |
| Español Barcelona   | 0:1             | 0:3          | 2:1         | 2:1 | 4:1 | 0:1         |                   | 3:0           | 4:3             | 6:1        | 2:2           | 3:2                 | 1:0         | 6:0              | 1:1              | 2:0               |
| Real Sociedad       | 2:2             | 1:2          | 1:0         | 2:2 | 3:1 | 3:1         | 5:0               |               | 4:1             | 2:1        | 4:2           | 3:1                 | 3:3         | 1:1              | 2:1              | 2:0               |
| Real Valladolid     | 2:4             | 1:0          | 2:2         | 3:1 | 3:1 | 1:1         | 2:0               | 1:0           |                 | 4:2        | 4:1           | 4:1                 | 3:0         | 4:0              | 3:0              | 3:0               |
| Celta Vigo          | 2:0             | 0:0          | 3:1         | 3:1 | 2:2 | 2:0         | 2:3               | 2:1           | 3:0             |            | 3:0           | 4:1                 | 1:3         | 3:0              | 3:2              | 2:1               |
| UD Las Palmas       | 1:1             | 0:1          | 1:3         | 2:3 | 1:1 | 2:0         | 1:2               | 2:0           | 3:2             | 2:1        |               | 5:0                 | 2:0         | 2:1              | 1:2              | 6:1               |
| Deportivo La Coruña | 2:2             | 0:7          | 0:2         | 3:2 | 3:0 | 3:3         | 3:1               | 5:0           | 1:1             | 5:0        | 1:2           |                     | 2:0         | 5:3              | 4:3              | 3:0               |
| Real Murcia         | 2:1             | 0:1          | 1:1         | 2:0 | 1:0 | 0:0         | 2:3               | 6:1           | 0:1             | 2:2        | 2:1           | 5:4                 |             | 3:3              | 3:1              | 3:1               |
| Deportivo Alavés    | 0:3             | 1:3          | 1:3         | 2:1 | 0:0 | 3:3         | 2:0               | 1:1           | 3:0             | 5:1        | 2:0           | 4:2                 | 5:2         |                  | 1:0              | 4:0               |
| Cultural Leonesa    | 1:3             | 0:1          | 0:4         | 0:4 | 2:4 | 3:0         | 0:1               | 0:0           | 0:0             | 4:1        | 1:2           | 1:2                 | 0:1         | 4:1              |                  | 3:1               |
| Hércules Alicante   | 0:3             | 2:3          | 0:4         | 1:4 | 0:2 | 4:0         | 1:1               | 1:1           | 2:0             | 0:2        | 0:5           | 5:1                 | 2:1         | 1:1              | 3:1              |                   |

### Relegation
Die Spiele fanden vom 24. April bis 26. Juni 1955 statt.
| Pl. | Verein               | Sp. | S | U | N | Tore    | Quote | Punkte |
| --- | -------------------- | --- | - | - | - | ------- | ----- | ------ |
| 1.  | SD España Industrial | 10  | 7 | 1 | 2 | 021:150 | 1,40  | 15:50  |
| 2.  | Real Saragossa       | 10  | 5 | 2 | 3 | 018:130 | 1,38  | 12:80  |
| 3.  | Real Oviedo          | 10  | 6 | 0 | 4 | 023:220 | 1,05  | 12:80  |
| 4.  | Real Murcia          | 10  | 5 | 1 | 4 | 021:180 | 1,17  | 11:90  |
| 5.  | Betis Sevilla        | 10  | 2 | 2 | 6 | 021:220 | 0,95  | 06:14  |
| 6.  | Deportivo Alavés     | 10  | 1 | 2 | 7 | 010:240 | 0,42  | 04:16  |

| Relegation           | SD España Industrial | Real Saragossa | Real Oviedo | Real Murcia | Betis Sevilla | Deportivo Alavés |
| SD España Industrial |                      | 1:0            | 6:1         | 2:1         | 3:2           | 3:1              |
| Real Saragossa       | 1:0                  |                | 4:0         | 4:2         | 1:1           | 1:1              |
| Real Oviedo          | 0:1                  | 6:0            |             | 3:0         | 3:2           | 2:0              |
| Real Murcia          | 1:1                  | 4:3            | 4:1         |             | 5:1           | 3:2              |
| Betis Sevilla        | 1:2                  | 3:1            | 4:5         | 0:1         |               | 6:0              |
| Deportivo Alavés     | 2:3                  | 1:2            | 1:3         | 1:0         | 1:1           |                  |

## Nach der Saison
Internationale Wettbewerbe
- 1. – Atlético Bilbao – Europapokal der Landesmeister
- Titelverteidiger des Europapokals der Landesmeister – Real Madrid – Europapokal der Landesmeister

Absteiger in die Segunda División
- 13. – Real Murcia
- 14. – Deportivo Alavés
- 15. – Cultural Leonesa
- 16. – Hércules Alicante

Aufsteiger in die Primera División
- CA Osasuna
- Real Jaén
- Real Saragossa
- SD España Industrial

## Pichichi-Trophäe
Die Pichichi-Trophäe wird jährlich für den besten Torschützen der Spielzeit vergeben.
| Pl. | Nat.         | Spieler            | Verein          | Tore |
| --- | ------------ | ------------------ | --------------- | ---- |
| 1   | Argentinien  | Alfredo Di Stéfano | Real Madrid     | 24   |
| 2   | Spanien 1945 | Mauro Rodríguez    | Celta Vigo      | 23   |
| 3   | Spanien 1945 | Adrián Escudero    | Atlético Madrid | 21   |

## Die Meistermannschaft von Atlético Bilbao
| 1.              | Atlético Bilbao |
| Atlético Bilbao | - Tor: Carmelo Cedrún (30/-); Leandro Iraragorri (1/-) - Abwehr: Serafín Areta (7/-); Nicanor Canito (27/-); José María Orúe (29/1) - Mittelfeld: Manuel González Etura (9/-); Jesús Garay (27/3); Ignacio Izaguirre (2/-); Félix Marcaida (27/9); Federico Bilbao Solozábal (10/6); Mauri Ugartemendía (27/6) - Sturm: Ignacio Arieta (25/14); José Luis Arteche (24/15); Ignacio Azcarate (2/1); Agustín Gaínza (22/5); José María Maguregui (29/5); Armando Merodio (3/1); Ignacio Uribe (30/9) - Trainer: Ferdinand Daučík |